# Arrhenatherum pallens
Arrhenatherum pallens là một loài thực vật có hoa trong họ Hòa thảo. Loài này được (Link) Link mô tả khoa học đầu tiên năm 1827.